# Nyugalomnap
A nyugalomnap – ebben a cikkben – vallási csoportok által tartott pihenőnap vagy megszentelt nap. A munka kerülésére vonatkozó szabályok szigorúsága és értelmezése eltérő lehet a különböző vallási irányzatokban.

## Zsidó-keresztény történet
Az ókori zsidók
A szombat (sábbát), mint nyugalomnap és Isten által megszentelt nap a zsidó vallás ünnepei közé tartozott és már a Héber Bibliában megjelenik. A Tízparancsolat alapján Isten elrendelte, hogy a népe tartsa meg a szombatot (a sábátot) szent napként, pihenőnapként minden héten.

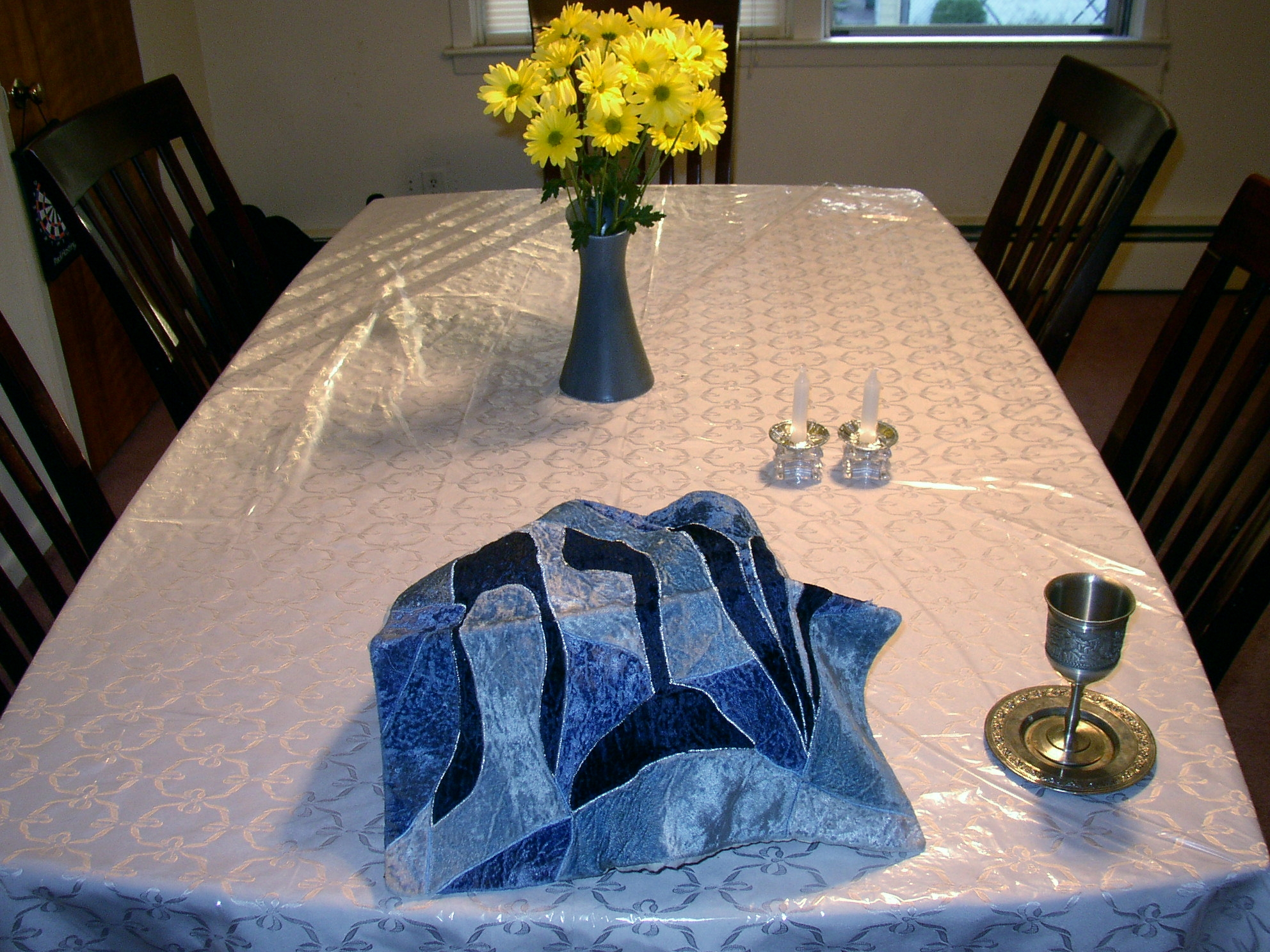
Sábát asztal, a fehér abroszon, a családfő oldalán helyezik el a kidushoz szükséges, borral teli serleget és a kettős barcheszt, takaróval lefedve

„Emlékezz meg a szombat napjáról, hogy megszenteld azt. Hat napon át dolgozz és végezd minden munkádat, a hetedik nap azonban szombat az Örökkévalónak, ne végezz aznap semmilyen munkát… mert hat napon át alkotta az Örökkévaló az eget és a földet… és a hetedik nap megpihent…” (2Mózes 20:8-11).
A zsidók hétről hétre megkülönböztetett figyelemmel fordultak a szombati nap felé.
A sábát eredetére több elmélet is született, azonban mindegyik ellen szólnak érvek. Az azonban bizonyos, hogy a Tízparancsolat már a héber, illetve az izraelita történelem korai szakaszában létezett, ez alapján pedig nyilvánvaló, hogy egy igen régi szokásról van szó. A Tanakh későbbi részeiben több próféta, például Ézsaiás, Jeremiás, Ezékiel, Hóseás, Ámosz és Nehémiás is ír a sábátról. A szokás a mai napig megmaradt, valamint ezt a zsidó vallás a mai napig követi a hagyományokhoz hűen és zsinagógai istentiszteleteket, szombati imákat tart a napon, valamint számos zsidó vallási irányzat megköveteli a munkától való teljes tartózkodást is a sábát ideje alatt.
Jézus és követői
Időszámításunk elején Jézus és az apostolok még szintén a szombatot ünnepelték.
Az őskeresztények imádkozáshoz és igehallgatáshoz naponta egybegyűltek. Az evangéliumok Jézus feltámadását a hét első napjához, vagyis a vasárnaphoz kötik, így Az apostolok cselekedeteiben azt olvashatjuk, hogy Pál apostol és a krisztusi közösség tagjai a hét első napján is összegyűltek megtörni a kenyeret és Pál prédikációját meghallgatni. Emellett Pál első levele a korinthosziakhoz és Pál levele a kolosszébeliekhez is tartalmaz utalásokat arra, hogy a hívőknek Jézus feltámadásáról meg kell emlékezniük.
A kereszténység
A palesztinai és zsidókeresztények még hosszú ideig tartották a szombatot. Miután Jeruzsálem a zsidó-római háború végén elpusztult (70), a kereszténység súlypontja egyre inkább a pogány világba került, központjai pedig Antiokhiába, Korinthoszba, Alexandriába, Rómába és más városokba helyeződtek át. A keresztények közül egyre többen - részben mivel el akartak térni a zsidóktól - a heti pihenőnapot Jézus feltámadásának a napjára, a vasárnapra tették.
Jusztinusz mártír (103–166) Apológiájában így írt:
"A közös összejövetelt pedig azért tartjuk vasárnap, mert ez az első nap, amelyen Isten a sötétséget és a káoszt megszüntette, s a világot megteremtette, és mert Jézus Krisztus, a mi Megváltónk, ezen a napon támadt fel halottaiból .. és vasárnap jelent meg apostolainak és tanítványainak."

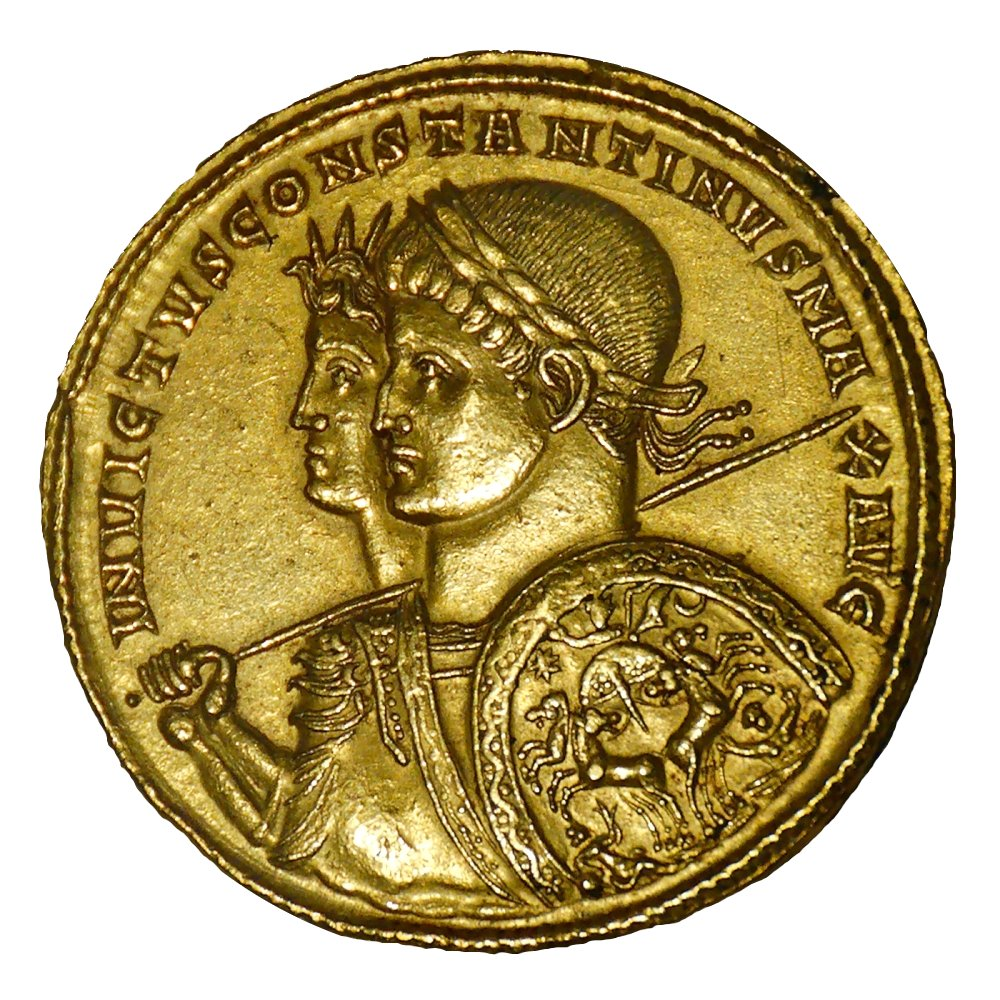
I. Constantinus római császár 313-ban vert érméje, a római vallás Napistenével (Sol Invictus) ábrázolva.

A későbbi időkben további keresztény szerzők, filozófusok és teológusok is megerősítették ezt (például: Szent Jusztinusz, Antiochiai Ignác, Órigenész, illetve több egyházatya, többek között Hippói Szent Ágoston).
Konstantin császár 313-ban kiadott polgári törvényeiben helytelenítette a vasárnapi munkát és elrendelte a bíróságok zárva tartását "a nap tiszteletre méltó napján". Nagy Konstantin uralkodása idejében a Római Birodalomban egyre erősödő vallási forradalomban, megsokszorozódtak a kereszténység hívei. A keresztények és a pogányok háborút vívtak egymással, Konstantin mediolanumi türelmi rendeletével az addig üldözött kereszténység, elismert vallássá vált a Római Birodalomban és a birodalom egyesítésének eszközévé válhatott.

„A Nap tiszteletre méltó napján (venerabili die solis) az elöljárók és városlakók pihenjenek, és minden műhely zárva legyen. De vidéken a mezőgazdasági munkásoknak a törvény megengedi, hogy dolgozzanak vasárnap; mert gyakran előfordul, hogy más nap nem alkalmas a gabona begyűjtésére vagy a szőlő plántálására, így aztán jobb nem elszalasztani az ilyen munkálatok számára legalkalmasabb pillanatot, így vesztegetve netán el a menny adományait”

– Borzsák István: Római Történeti Chrestomathia

## Szombat mint nyugalomnap

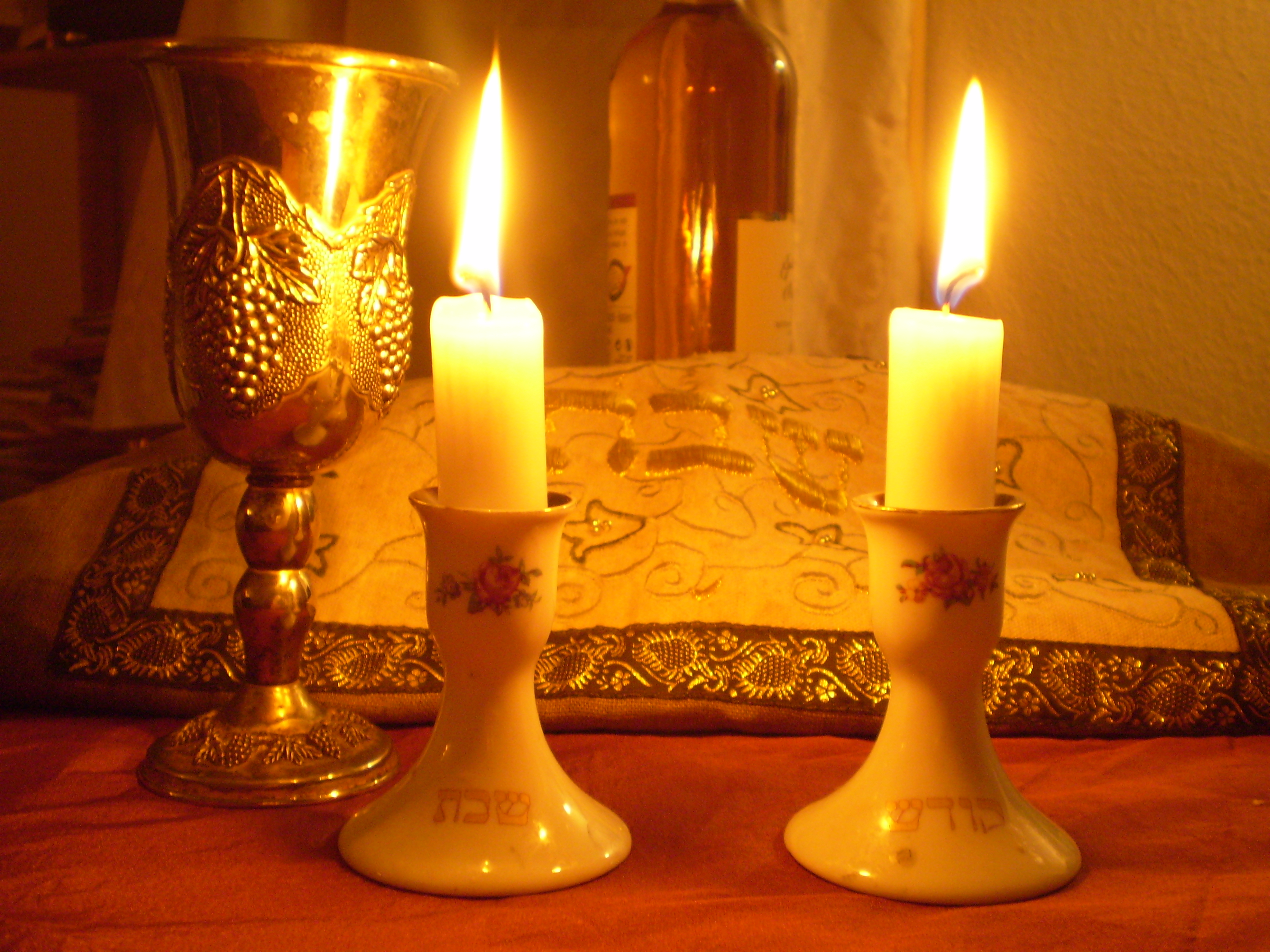
Péntek este a nőknek a gyertyák meggyújtásával, a férfiaknak a zsinagógai istentisztelettel veszi kezdetét a sábát

### Zsidók
A sábát amellett, hogy pihenőnap, egyben alkalmat ad arra is, hogy a hét fáradsággal teli elfoglaltságai után egy kis szellemi feltöltődéssel szolgáljon. A sábát, ellentétben a többi nappal a zsidóságban, nem a megelőző nap napnyugtától aznap napnyugtáig tart, hanem péntek napnyugtától szombaton a napnyugta utáni első három csillag megjelenéséig. E nap lényege a pihenés, az Örökkévalóra való emlékezés és az Ő törvényeinek a tanulmányozása. A szombat minden szigorú előírása ezt a három célt szolgálja. Péntek este a nőknek a gyertyák meggyújtásával, a férfiaknak a zsinagógai istentisztelettel veszi kezdetét a sábát, melyet az ünnep megszentelése, a kidus követ. A nap kötelezően előírt három étkezésének mindegyikén központi elem a közös ünneplés és éneklés, valamint az asztalnál elhangzó dvár torá, azaz a vallási tanítás. A szombat reggeli istentisztelet központi motívuma a tóraolvasás, melyet tekercsből olvasnak fel héberül. A pihenő nap egyik lényeges üzenete a vallásos zsidók számára, hogy felismerjék, az Örökkévaló mindennek teremtője és fenntartója, hiszen e napon ők maguk semmit sem alkotnak.
A zsidó bölcsek 39 főmunkában – meláchá – összegezték a tiltott tevékenységeket, ilyenek például: mezőgazdasági munkák, főzés, mosás, építés, írás és cipelés. E szigorú előírások megtartása azonban csak az egyik oldalról tűnik nehéznek, valójában ez biztosítja az igazi pihenést a vallásos zsidók számára és a nap emelkedett hangulatát. Bár az alkotás tiltva van, a házasélet éppen hogy kívánatos a szombat éjjelén, ugyanis a sábát másik aspektusa az oneg, azaz az élvezet. Törekedni kell, hogy minél boldogabban legyen átélve e nap, melyet különleges ajándékként kapott a zsidó nép Istentől, és ebbe a házasélet örömei is beletartoznak. A nap végét a hávdálá – elválasztó szertartás – jelzi, mellyel a hívők elválasztják a szombatot a többi naptól és mintegy kilépnek a szakrális térből, a hétköznapok világába, hogy újból elkezdődjön az egy hétig tartó alkotó munka.

### Adventisták
A hetednapi adventisták, így a Hetednapi Adventista Egyház a szombatot tartja nyugalomnapnak, ellentétben a többi keresztény egyházakkal, amelyek vasárnapot ünnepelnek. Hitüket a Bibliára alapozzák, különösen a tízparancsolat negyedik paragrafusára, amely kijelenti, hogy a hetedik nap a szombat, és meg kell ünnepelni a teremtés emlékünnepeként, mivel Isten is megnyugodott ezen a napon (lásd. I Mózes 2:1-4 és II Mózes 20:8-11).
A II. Mózes 16. fejezetében található leírással bizonyítják, hogy a szombat parancsolata nem a Sínai hegyen kiadott szövetségtől van, hanem már azelőtt is megünnepelték a teremtés emlékére. Hasonlóképpen az új földön sem a vasárnapot ünnepelik, hanem a szombatot (Ésaiás 66:23).
Ezen ótestamentumi szövegek mellett néhány újtestamentumi szövegre alapozva hiszik, hogy Jézus is szombatünneplő volt, mint például Lukács 4:16
"És méne Názáretbe, a hol felneveltetett: és beméne szokása szerint szombatnapon a zsinagógába, és felálla olvasni."
Jézus egyik parancsolata arra mutat rá, hogy nem volt szándékában megváltoztatni ezt a napot. Máté 24:20-ban Jézus arra kéri tanítványait, hogy imádkozzanak futásukért, hogy ne szombaton legyen. Pál apostol is nagyon sokszor szombaton tartotta az istentiszteleteket.(Apostolok Cselekedetei 13:12-44, 17:2, 18:6). Az Adventisták Szombatünneplési formája azonban eltér a zsidó hagyománytól, és csak azokat az elemeket tartják meg, melyek megtalálhatóak vagy az ó- vagy az újtestamentumban.

## Vasárnap mint nyugalomnap
„A zsidók ezért üldözni kezdték Jézust, mert szombaton tette ezt. Jézus így szólt hozzájuk: "Az én Atyám mind ez ideig munkálkodik, én is munkálkodom." Ezért azután a zsidók még inkább meg akarták ölni, mert nemcsak megtörte a szombatot, hanem saját Atyjának is nevezte Istent, és így egyenlővé tette magát az Istennel.”

– Jn: 5-17

A keresztény Biblia szerint ezen a napon semmiféle munkát sem szabad végezni és másokkal sem végeztetni. A hét első napjának nevezi és nyolc alkalommal jelenik meg többnyire Jézus feltámadásával kapcsolatban. Ezenkívül még két helyen tesz említést az újtestamentum. Az egyik az Apostolok Cselekedetei 20:7.
"A hétnek első napján pedig a tanítványok egybegyűlvén a kenyér megszegésére, Pál prédikál vala nékik, mivelhogy másnap el akara menni; és a tanítást megnyújtá éjfélig."
A második az adományok összegyűjtésével kapcsolatos. I Korinthius 16:2
"A hétnek első napján mindenitek tegye félre magánál, a mit sikerül összegyűjtenie, hogy ne akkor történjék a gyűjtés, a mikor odamegyek."
A hetedik nap kultuszát a keresztény Európa a zsidóságtól örökölte. A Bibliai utáni korból ránk maradt írásokból kitűnik, hogy a második században már voltak vasárnapot ünneplő keresztények. A keresztény írók, akik a vasárnap megtartása mellett érveltek: I. Kelemen pápa a Korinthusiakhoz irt második levelében, Barnabásnak tulajdonított levél. 

„“Ez az egyik napot különbnek tartja a másik napnál, az pedig egyformának tart minden napot: mindegyik legyen bizonyos a maga meggyőződésében. Aki az egyik napot megkülönbözteti, az Úrért különbözteti meg. Aki eszik, az is az Úrért eszik, hiszen hálát ad az Istennek. Aki pedig nem eszik, az Úrért nem eszik, és szintén hálát ad az Istennek.” ”

– Róm 14:5-6) 

„Senki azért titeket meg ne ítéljen evésért, vagy ivásért, avagy ünnep, vagy újhold, vagy szombat dolgában. Melyek csak árnyékai a következendő dolgoknak, de a valóság a Krisztusé. ”

– (Kol 2:16-17

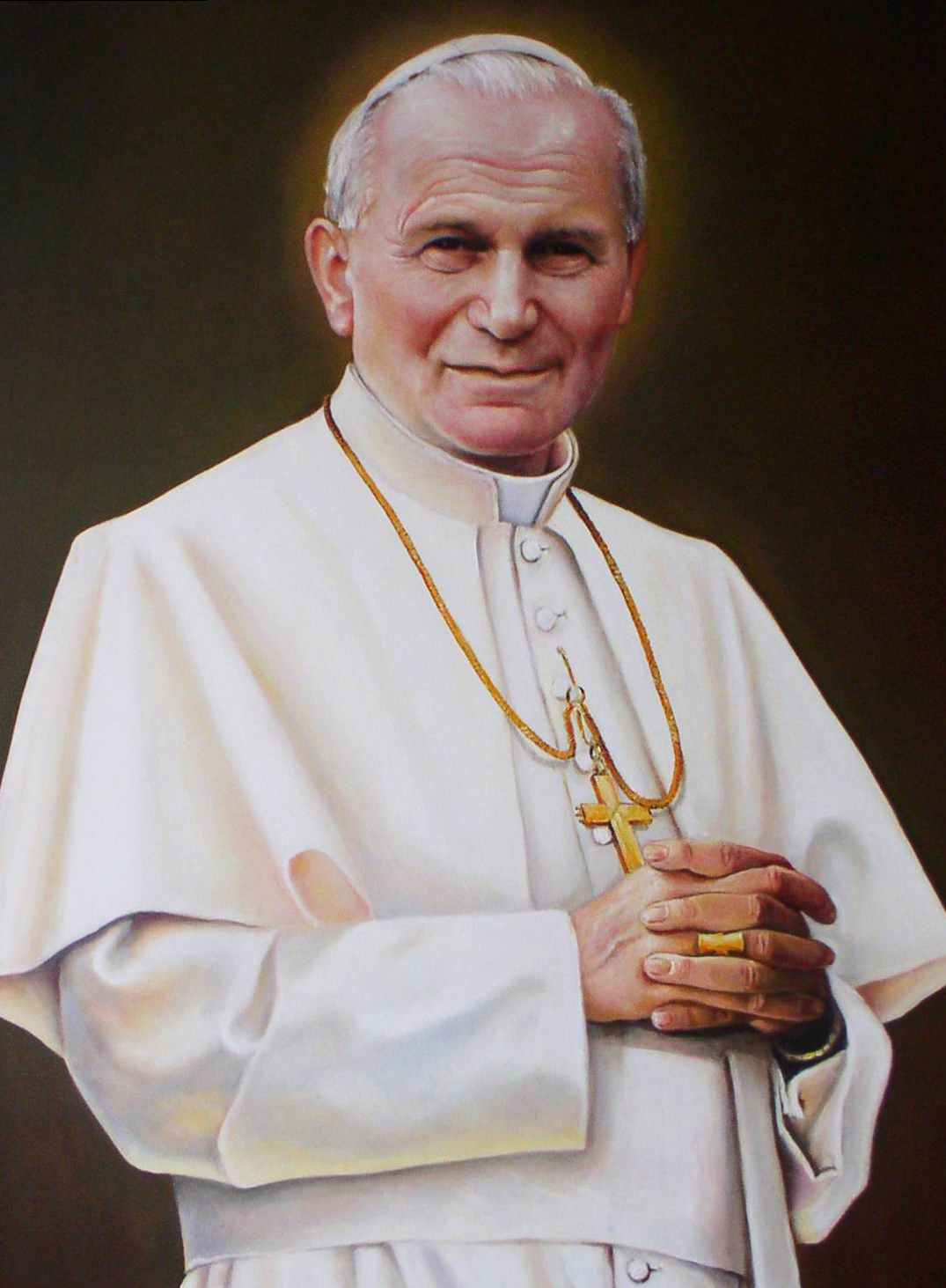
Szent II. János Pál pápa: „A keresztények számára a vasárnap elsősorban a föltámadott Krisztus dicsőségétől ragyogó húsvéti ünnep.” (Dies Domini 8.)

Jusztin a mártír az első apologiájában megemlíti, hogy a keresztények összegyűltek azon a napon, amelyet a nap napjának neveznek és akkor együtt imádkoznak. A Trifonnal való beszélgetésében is a szombat ellen érvel.

„Tegyétek félre a rossz kovászt, mely elöregedett, és megsavanyodott, váljatok új kovásszá, mely Jézus Krisztus. Őbenne válhatok sóssá, nehogy egy is megromoljon közületek, hiszen a szagról már megbizonyosodtok. Helytelen Jézus Krisztust mondani, közben zsidó szokások szerint élni. Nem a kereszténység hitt ugyanis a judaizmusban, hanem a judaizmus a kereszténységben, melyben minden Istenben hívő nyelv egyesült.”

– Antiochiai Szent Ignác: Magnéziaiakhoz irt levél

Általánosan elfogadottá vált a vasárnap ünneplése Nagy Konstantin császár idejétől, amikor a 313. június 13-án kiadott Mediolanumi ediktum-ban munkaszüneti nappá nyilvánította a vasárnapot.

## Péntek mint nyugalomnap
A hetenkénti szent nap, illetve pihenőnap gondolata később megjelenik az iszlám vallásban is, amelynek hívei a pénteket szentelik meg nyugalomnapként.